# Polydore Veirman
Polydore Jules Léon Veirman (23. února 1881 Gent – 1951) byl belgický veslař, člen klubu Koninklijke Roeivereniging Club Gent. Získal dvě stříbrné olympijské medaile: v roce 1908 na osmiveslici a v roce 1912 na skifu. Byl čtyřnásobným mistrem Evropy: v letech 1901, 1907 a 1908 na osmě a v roce 1912 na skifu. Získal také tři stříbrné medaile na mistrovství Evropy. V letech 1907 a 1909 byl členem posádky osmy zvané Stateční Belgičané, která vyhrála Henleyskou regatu.